# Hans-Jürgen Thiers
Hans-Jürgen Thiers (* 12. Juli 1929 in Wittenberg; † 31. März 2019 in Weimar) war ein deutscher Komponist, Dirigent, Musikkritiker und Hochschullehrer.

## Leben und Wirken
Hans-Jürgen Thiers besuchte in Wittenberg das Melanchthon-Gymnasium und erhielt nach Kriegsende privaten Instrumentalunterricht von ortsansässigen Musikern, sodass er schon früh am kulturellen Leben, als Musizierender und als Beisteuernder von Eigenkompositionen, teilnehmen konnte. Später war er in der DDR in verschiedenen Städten als Dirigent tätig, beispielsweise Mitte der 1950er Jahre am Stadttheater Zwickau, Ende der 1950er Jahre am Landestheater Altenburg und Anfang der 1960er Jahre am Bornaer Kreistheater. Ab etwa 1971 war er Chefdirigent des Estradenorchesters Prenzlau im damaligen Bezirk Neubrandenburg.
In den letzten Berufsjahren bis zu seiner Pensionierung lehrte er an der Hochschule für Musik Franz Liszt Weimar. Das Komponieren – vom Liederzyklus über Kammermusik bis hin zu Sinfonien und Schauspielmusiken – durchzogen dabei sein ganzes Leben. 1970 erhielt er für das zusammen mit Siegfried Geißler anlässlich des 20. Jahrestages der DDR komponierte Oratorium Der Mensch nach dem gleichnamigen Gedichtband des Litauers Eduardas Mieželaitis den Max-Reger-Kunstpreis des Bezirkes Suhl.
Thiers gehörte dem Verband der Komponisten und Musikwissenschaftler an und war Mitglied der CDU, für deren Erneuerung er während der Wendezeit eintrat. Im wiedervereinten Deutschland war der seit 1979 in Weimar lebende Thiers auf dem Gebiet der Musikkritik tätig, wobei er insbesondere die thüringische Musiklandschaft im Blick hatte und vor allem für die Thüringische Landeszeitung schrieb.

## Buch-Beiträge
- Tagungsbeitrag Für eine sozialistische Unterhaltungskunst. In: Auftrag und Verantwortung des Künstlers in der entwickelten sozialistischen Gesellschaft. Beratung des Präsidiums des Hauptvorstandes der CDU mit Künstlern am 23.11.1973 in Burgscheidungen. Hrsg. vom Sekretariat des Hauptvorstandes der CDU, Berlin 1974, S. 99–101.
- Notenauszug aus Konzert für Orchester. In: 30 Jahre DDR. Festschrift des Verbandes der Komponisten und Musikwissenschaftler der DDR, Berlin 1979, lose eingelegt.
- Festschriftbeitrag 40 Jahre Thüringisches Kammerorchester Weimar. Eine Bestandsaufnahme von Hans-Jürgen Thiers. In: Thüringisches Kammerorchester Weimar. 1962–2002. Förderverein Thüringisches Kammerorchester Weimar e.V. (Hrsg.), Weimar, 2002, S. 6–8.